# Hela Sverige bakar, säsong 9 (2020)
Den nionde säsongen av Hela Sverige bakar spelades återigen in på Taxinge-Näsby slott. Likt föregående säsong sändes programmet på TV4, med start den 16 september 2020  med programtiden 21:00 på onsdagar. Programledare är Tina Nordström och Johan Östling samt jurymedlemmarna Johan Sörberg och den nya jurymedlemmen Elisabeth Johansson som ersatte Birgitta Rasmusson som inte kunde delta då hon, med sin ålder, är i riskgrupp för Covid-19.

## Deltagare
| Deltagare        | Ålder | Bostad            | Sysselsättning         | Resultat |
| ---------------- | ----- | ----------------- | ---------------------- | -------- |
| Andreas Lifbom   | 42    | Stockholm         | Managing Director      |          |
| Daniel Damberg   | 27    | Bromma            | Kvantitativ analytiker |          |
| Daniel Petterson | 39    | Tvååker           | Besiktningstekniker    |          |
| Elie Nakhoul     | 33    | Stockholm         | Studerande             |          |
| Frida Bornholt   | 29    | Perstorp          | Kock                   |          |
| Hilda Kirkhoff   | 26    | Båstad            | Projektkoordinator     | Vinnare  |
| Ida Strid        | 31    | Åkersberga        | Kaffespecialist        |          |
| Jenny Hansson    | 38    | Ystad             | Frisör                 |          |
| Karolina Stjerna | 44    | Falsterbo         | Barnmorska             |          |
| Nina Enström     | 48    | Fjärdhundra       | Taxichaufför           |          |
| Robin Meintanis  | 32    | Gävle             | AV-tekniker            |          |
| Valerie Edenholm | 38    | Sollentuna kommun | Logistikkonsult        |          |

## Källhänvisningar
1. ↑  ”Så blir nya "Hela Sverige bakar"”. Aftonbladet. https://www.aftonbladet.se/nojesbladet/a/na5lQQ/sa-blir-nya-hela-sverige-bakar. Läst 1 juli 2025.
2. ↑  ”Birgitta Rasmusson stoppas från ”Hela Sverige bakar””. Aftonbladet. https://www.aftonbladet.se/nojesbladet/a/Jo8Ejj/birgitta-rasmusson-stoppas-fran-hela-sverige-bakar. Läst 1 juli 2025.
3. ↑  ”Ny jurymedlem och årets deltagare i Hela Sverige bakar 2020”. TV4.se. https://press.tv4.se/post/ny-jurymedlem-och-arets-deltagare-i-hela-sverige-bakar-2020. Läst 1 juli 2025.
4. ↑  ”Hilda Kirkhoff vinner ”Hela Sverige bakar” 2020”. Aftonbladet. https://www.aftonbladet.se/nojesbladet/a/6zP5v0/hilda-kirkhoff-vinner-hela-sverige-bakar-2020. Läst 1 juli 2025.